# Road
|  | Wiktionary har en ordboksartikel om road. |

Road är Alice Coopers tjugoandra soloalbum, utgivet den 25 augusti 2023 på etiketten Earmusic. Albumet är producerat av Bob Ezrin.

## Låtlista
| Nr           | Titel                   | Längd |
| ------------ | ----------------------- | ----- |
| 1.           | I'm Alice               | 3:55  |
| 2.           | Welcome to the Show     | 3:36  |
| 3.           | All Over the World      | 3:52  |
| 4.           | Dead Don't Dance        | 3:30  |
| 5.           | Go Away                 | 4:20  |
| 6.           | White Line Frankenstein | 3:40  |
| 7.           | Big Boots               | 3:14  |
| 8.           | Rules of the Road       | 3:48  |
| 9.           | The Big Goodbye         | 3:32  |
| 10.          | Road Rats Forever       | 4:04  |
| 11.          | Baby Please Don't Go    | 3:29  |
| 12.          | 100 More Miles          | 3:04  |
| 13.          | Magic Bus               | 3:39  |
| Total längd: | Total längd:            | 47:43 |

## Medverkande
- Alice Cooper – sång
- Nita Strauss – gitarr
- Ryan Roxie – gitarr
- Tommy Henriksen – gitarr
- Chuck Garric – basgitarr
- Glen Sobel – trummor